# Lago di Bourdon
Il lago di Bourdon (in francese lac du Bourdon) è un lago artificiale della Borgogna (amministrativamente la Borgogna-Franca-Contea) nel dipartimento dell'Yonne, sul territorio dei comuni di Saint-Fargeau e Moutiers-en-Puisaye.
Fa parte del bacino idrografico della Senna.

## Presentazione
Il lago, a forma di cavallo, è il più vasto della Puisaye, che ne conta un gran numero.
È stato creato nel 1901 per alimentare il canale di Briare e, per questa ragione, è chiamato anche «serbatoio del Bourdon» oppure «lago serbatoio». Lo sbarramento è una diga ubicata a nord della lunghezza di 330 m.
Deve il suo nome al torrente del Bourdon (13,2 chilometri), la cui sorgente si trova nel comune francese di Treigny, alimentando anche il laghetto del castello di Saint-Fargeau, situato a tre chilometri a valle del lago.
Una strada forestale, lunga una decina di chilometri, lo costeggia.

## Ubicazione
- A circa 8 km ovest da Saint-Sauveur-en-Puisaye
- a 180 km sud da Parigi e a 40 km sud-ovest da Auxerre
- situato ai confini del dipartimento della Nièvre.

## Attività
- Pesca: il lago contiene una quantità di carnivori come la sandra e il luccio; e apprezzato anche dai carpisti in quanto le pescate possono superare i 20 kg; nel 2015, ha ospitato i campionati di Francia di pesca alla carpa e dal 20 al 24 settembre 2016, i campionati mondiali di pesca alla carpa
- campeggio e adiacente stabilimento balneare sulla spiaggia attrezzata e controllata (luglio-agosto)
- scuola di vela, canottaggio, pedalò, centro nautico della Borgogna
- vasto campeggio ombreggiato
- sentiero naturalistico che forma un anello PR a partire da Saint-Fargeau.